# Anderson Grasiane de Mattos Silva
Anderson Grasiane de Mattos Silva, meglio noto solo come Anderson (Itaperuna, 26 agosto 1982), è un calciatore brasiliano, difensore dell'Artsul.

## Carriera
Anderson è diventato professionista con l'Americano nel 2006. Il difensore, che brillava giocando al Brasileão 2011 con l'Atlético-GO, passa al Gama e al Ceará. Poi passa al Flumiense, dove gioca per 2 anni (esordendo con un gol).
Il 14 dicembre del 2013 ritorna al Ceará, dove aveva già militato dal 2009 al 2011.